# Кейлі Мак-Енані

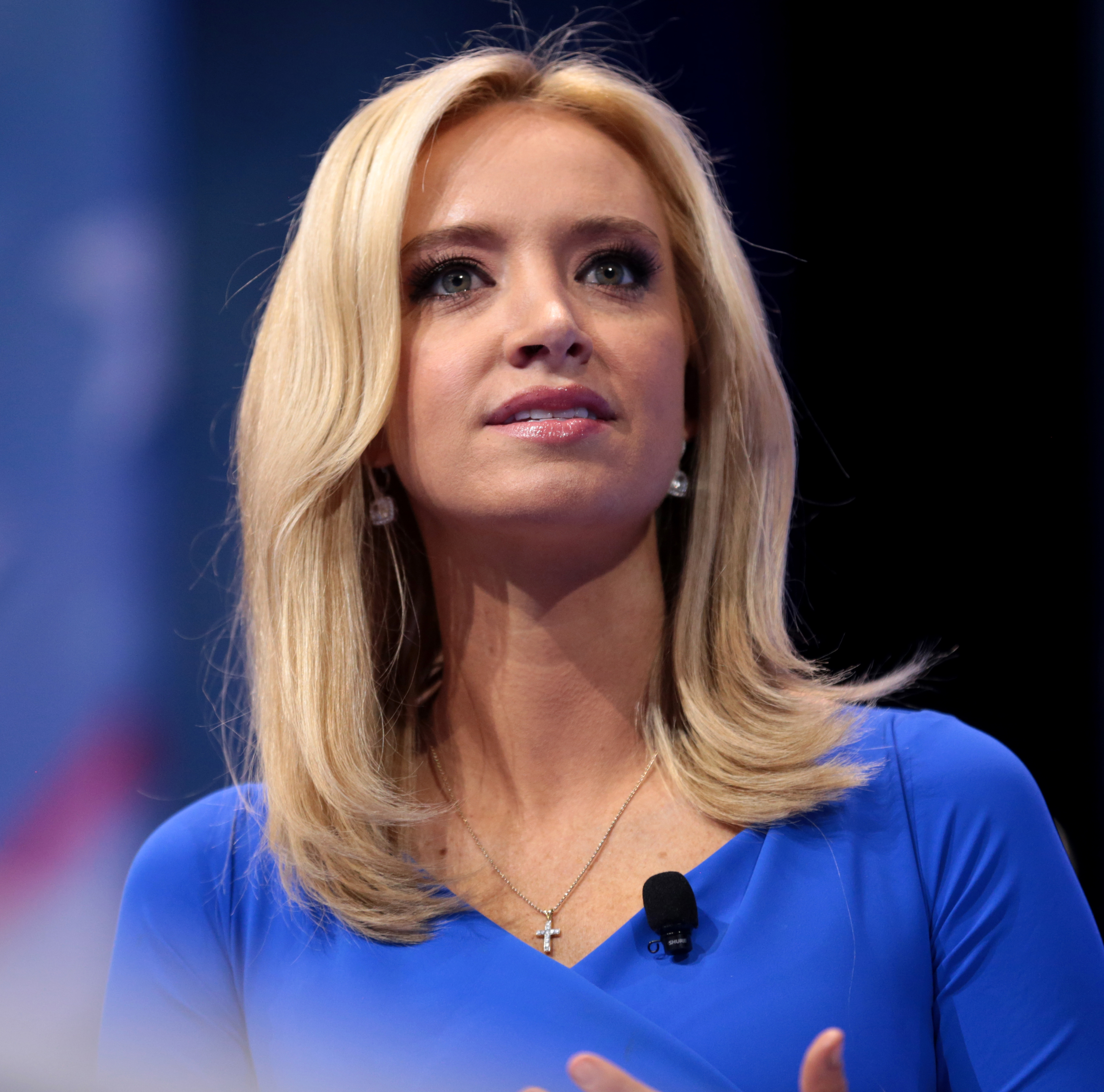

Ке́йлі Мак-Е́нані (англ. Kayleigh McEnany; нар. 18 квітня 1988) — американський речник, політичний коментатор на CNN та письменниця. Була призначена національним речником Республіканського національного комітету в 2017 році. У лютому 2019 року посіла посаду національного прессекретаря президентської кампанії Дональда Трампа. 7 квітня 2020 року стала прессекретарем Білого дому, четвертою особою на цій посаді під час президентства Трампа.

## Життєпис
Мак-Енані народилася й виросла в Тампі, штат Флорида. Кейлі — дочка власників покрівельної компанії Майкла Мак-Енані та Ліан Мак-Енані. Мак-Енані навчалася в Академії святих імен, католицької підготовчої школи в Тампі. Ступінь бакалавра з міжнародної політики здобула в університеті Джорджтаун у Вашингтоні, округ Колумбія.
Мак-Енані також навчалася в юридичній школі університету в Маямі, а потім перейшла до юридичного факультету Гарвардського університету, отримавши в травні 2017 року ступінь доктора права.

## Прессекретарка Білого дому
Після того, як Марк Медоуз замінив Міка Малвані на посаді начальника апарату Білого дому в квітні 2020 року, перша кадрова зміна Медоуса стосувалася призначення Мак-Енані на посаду прессекретаря Білого дому 7 квітня 2020 року.